# Rhapsodie espagnole
A Rapsódia Espanhola, de Maurice Ravel, foi composta em 1907. É o primeiro grande trabalho orquestral do compositor francês, 10 anos depois da Abertura Schéhérazade.
O tema espanhol pode ser creditado à sua ascendência hispânica: sua mãe, de origem basca, lhe cantava, quando pequeno, muitas melodias bascas.
Esta composição faz parte de um periodo de fértil criação musical: Pavane pour une infante défunte, L'Heure espagnole e Boléro foram compostas na mesma época. A obra foi composta 1 ano depois de Iberia, de Claude Debussy.

## Histórico
A gênese do "Rapsodie" foi um Habanera, para dois pianos, que Ravel escreveu em 1895. Não foi publicado como uma peça separada e, em 1907, ele compôs três peças complementares. Uma versão para dois piano foi concluída em outubro daquele ano, e a suíte foi totalmente orquestrada em fevereiro seguinte. Por volta dessa época, havia um tom distintamente espanhol na produção de Ravel, talvez refletindo sua própria ascendência espanhola. Sua ópera  L'heure espagnole  foi concluída em 1907, como foi a música "Vocalise-Etude en forme de habanera".
No intervalo entre a composição do Habanera original e a conclusão do Rapsodie de quatro movimentos, Claude Debussy publicou uma suíte de piano, Estampes  (1903), de cuja seção central, "Soirée dans Grenade", tinha um tema em espanhol. Para combater qualquer acusação de plágio, Ravel garantiu que a data de 1895 foi claramente impressa para seu Habanera na partitura publicada do Rapsodie. A estréia do Rapsodie foi dada pelos Orchester des Concerts Colonne, conduzida por Édouard Colonne, no Théâtre du Châtelet, em 15 de março de 1908. A recepção crítica foi geralmente favorável. As vozes dissidentes foram Pierre Lalo, que habitualmente não gostava da música de Ravel, e Gaston Carraud, que chamou a partitura de "esbelta, inconsistente e fugitiva". Caso contrário, havia muitos elogios pela orquestração sutil e renovada e pela pitoresca música. O trabalho logo foi retomado internacionalmente. [Henry Wood] deu a estréia britânica em outubro de 1909 a uma audiência de capacidade no Proms, e no mês seguinte, o trabalho foi realizado pela primeira vez em Nova York.